# Chilsanseobu-dong
Chilsanseobu-dong (koreanska: 칠산서부동)  är en stadsdel i staden Gimhae i provinsen Södra Gyeongsang i den sydöstra delen av Sydkorea, 310 km sydost om huvudstaden Seoul.